# Варант
Варантите (на английски: warrant) са ценни книги, които дават правото на притежателя си да купи пропорционално количество акции на определена цена, в рамките на определен срок. По същество те представляват финансови деривати и се търгуват на фондовите борси.
По своя характер те са близки до кол-опциите. За разлика от варантите, опциите се емитират от инвеститора, който притежава ценни книжа, върху които са издадени опциите. Докато при варантите емитирането се осъществява от съответната компания, а не от инвеститора.
На българския финансов пазар варанти са емитирани за пръв път през 2009 г. от „Енемона“ АД. Всеки варант дава на притежателя си правото да участва в увеличението на капитала на дружеството в рамките на следващите шест години. Търгуват се на Българската фондова борса от 2 март 2010 г.